# Bonny Cepeda
Fernando Antonio Cruz Paz (Santo Domingo, Distrito Nacional; 5 de junio de 1954), más conocido por su nombre artístico de Bonny Cepeda, es un cantante, compositor y arreglista dominicano, reconocido por sus merengues en Estados Unidos, República Dominicana, Venezuela, 
Colombia, Cuba, Puerto Rico, Panamá, Costa Rica, Honduras, El Salvador, Guatemala, Nicaragua y Europa.
Desde 2020, funge como viceministro de Cultura de la República Dominicana.

## Inicios
Fernando Antonio Cruz, es hijo de la cantante Anan Cepeda de quien tanto Bonny como su hermano Richie heredaron la vena artística. Desde muy joven inició sus estudios en piano en la escuela de música del sector de Villa Consuelo, lugar de residencia en ese momento. Luego continúa sus estudios en el Conservatorio Nacional en la ciudad de Santo Domingo, edificación que hoy alberga al Ministerio de Cultura de la República Dominicana.
Su nombre artístico viene de un peluche de conejo que Fernando (Bonny) le hace a una novia, y cuando llega el momento de moverse en el mundo artístico, este apodo era mucho más comercial que su nombre de pila original.
En sus comienzos, era el pianista de la orquesta de Wilfrido Vargas, y sale de ella cuando fue cambiado por el gran Sonny Ovalles, un pianista consagrado y cotizado en la época. Al poco tiempo, Wilfrido visita a Bonny en Villa Consuelo, donde le hace la oferta de ser el pianista y director musical de una nueva agrupación que se llamaría "Los Hijos del Rey".
Junto con Bonny Cepeda, estaban al frente como principales Fernando Villalona y Raulin Rosendo, también los hermanos Kenton (Tito y Luis), además de otros nombres posteriormente conocidos como el de Julie Mateo "Rasputin".
Entre los aportes de Bonny como arreglista con los Hijos del Rey, podemos destacar los temas: La Mulatona, Como va a ser, Charanga pa` Luis y Así es la vida.

### Salida de Los Hijos del Rey
Bonny sale de Los Hijos del Rey junto con los hermanos Tito y Luis Kenton y forman la banda de "Bonny con Kenton".
Corto es el tiempo de este grupo, ya que decide entonces ir con Fernandito Villalona, y luego con el mismo Johnny Ventura, y finalmente hasta crear su propia orquesta junto a su hermano Richie Cepeda en la voz principal.

### Como productor
Como productor artístico ha trabajado con varios artistas y ha plasmado un total de 200 canciones, siendo autor de la mayoría de ellas, para un total de 30 discos de larga duración.

### Controversias

#### Hijos ilegítimos sin reconocer
En 2021, el renombrado cantante de merengue Bonny Cepeda, originario de la República Dominicana, se vio envuelto en una situación controvertida que sacudió los cimientos de su vida personal. Esta controversia giraba en torno a dos personas que afirmaban ser descendientes no reconocidos del estimado músico.
La revelación provino de un hombre llamado Sion Cruz y una mujer llamada Juana Domínguez, quienes en 2020 se sometieron a una prueba de ADN a través de Ancestry.com. Para su asombro, los resultados confirmaron una conexión genética entre ambos. Sion, después de verificar esta nueva relación con su madre, Sandra, descubrió una verdad impactante. Sandra, quien en el pasado mantuvo una relación amorosa con Bonny Cepeda a fines de la década de 1980, confesó que ambos tenían conocimiento de su descendencia compartida. Sin embargo, a pesar de esta conciencia, Bonny Cepeda presuntamente no cumplió con sus responsabilidades y abandonó tanto a la madre como al hijo.
Juana fue criada por un tío y sin haber conocido a su madre, la vida de Juana había estado envuelta en misterio. La confirmación de su relación con Sion a través de la prueba de ADN generó aún más dudas sobre la negación de Bonny Cepeda respecto a las acusaciones. Hasta el día de hoy, Bonny Cepeda no ha hecho ningún esfuerzo por contactar a Sion o Juana para rectificar los errores del pasado o establecer una conexión.
Sin embargo, las controversias en torno a los presuntos descendientes no reconocidos de Bonny Cepeda tomaron un giro aún más oscuro cuando ocurrió una tragedia en la familia. En un giro impactante y devastador, se dio a conocer la noticia de un acto de sororicidio que involucraba a las hijas de Juana Domínguez en Nueva Jersey. Omelly y Angielly Domínguez, ambas alegadas nietas de Bonny Cepeda, estuvieron involucradas en este desgarrador suceso. La hermana menor, Omelly, fue víctima de las acciones de su propia hermana. A pesar de la negativa del merenguero de reconocer su papel como abuelo de las hermanas, pruebas de ADN proporcionaron una prueba irrefutable de su linaje compartido.
A medida que se desvelaba la noticia del sororicidio, la atención del público se centraba en las historias entrelazadas de los supuestos descendientes no reconocidos de Bonny Cepeda y la pérdida devastadora sufrida por sus nietas. El peso combinado de estos eventos arrojó una larga y sombría sombra sobre la vida y la carrera de Bonny Cepeda, dejando detrás una narrativa llena de dolor, conexiones no cumplidas y preguntas sin respuesta. Las controversias y tragedias que se han desarrollado han dejado una profunda huella en el legado de este icónico artista dominicano.

#### Controversia durante Alofoke Radio Show
En 2021, Bonny afirmó en el programa Alofoke Radio Show haber recibido $60 000 para cantar en una celebración del cumpleaños del mandatario venezolano Nicolás Maduro. Los comentarios generaron críticas entre usuarios de redes sociales y miembros de la oposición venezolana por la crisis económica y social del país y por la celebración durante la pandemia, cuando las fronteras estaban restringidas para la mayoría de los venezolanos. Bonny posteriormente negó haber sido pagado.

## Premios
Se le atribuye ser el primer artista en su género, nominado para el premio Grammy en el año 1986 con el álbum Noche de Discotheque.

### Congos de Oro
Otorgado en el Festival de Orquestas del Carnaval de Barranquilla:
| Año  | Trabajo nominado | Categoría | Resultado |
| ---- | ---------------- | --------- | --------- |
| 2012 | Bonny Cepeda     | Merengue  | Ganador   |

## Discografía
- [1976] Bonny Cepeda y la Gran Orquesta
- [1977] Esta Es Tu Tierra
- [1978] Bonny Con Kenton
- [1980] El Maestro
- [1982] ¡Arrasando Con Todo!
- [1983] De Ahí, Ahí
- [1983] El Mandamás
- [1984] El Invasor
- [1985] Noche de Discotheque
- [1986] Dance It! ¡Báilalo!
- [1987] The Music Makers
- [1988] A Nivel Internacional
- [1989] Calor y Diferente
- [1989] 15 Éxitos de Bonny Cepeda
- [1990] Pa' la Calle
- [1991] Dance Party
- [1991] Que Canten los Niños
- [1992] Blanco y Negro
- [1992] Freedom
- [1993] 100% Aprobado
- [1993] 12 Golden Hits
- [1994] El Mandamás Original
- [1995] Best Seller
- [1996] El Heavy: Nueva Etapa
- [1997] Come Back
- [1998] La Nueva Ley
- [2000] Navidad Con Bonny
- [2000] Legado
- [2002] Tu Tenías Razón
- [2004] Retro: Sus Éxitos

## Sencillos
- Ay! Doctor
- Penas
- Asesina
- Jinnet(Una fotografía)
- Dominican York
- El Negro Ahí
- Esta Noche Beberé
- Golpéame
- Humo y Cerveza
- Mátame
- Mehui Mehui
- Pantera
- Estoy Caliente
- Quisiera Ser
- Salí a Papá y a Mamá
- Todo Pasa
- Traicionera
- Tú Con Él
- Tu Papá y Yo
- Que Canten los Niños (1991)
- Dariana
- Pásame la Mano Morena
- Mi Graduación
- Noche de Discotheque
- Algo le Di Yo
- Cuarto de Hotel
- Bruja Hechicera
- El Nene Quiere un Sobito
- El Hijo de Madame Inés
- Me Llamará